# 켈리 크루거

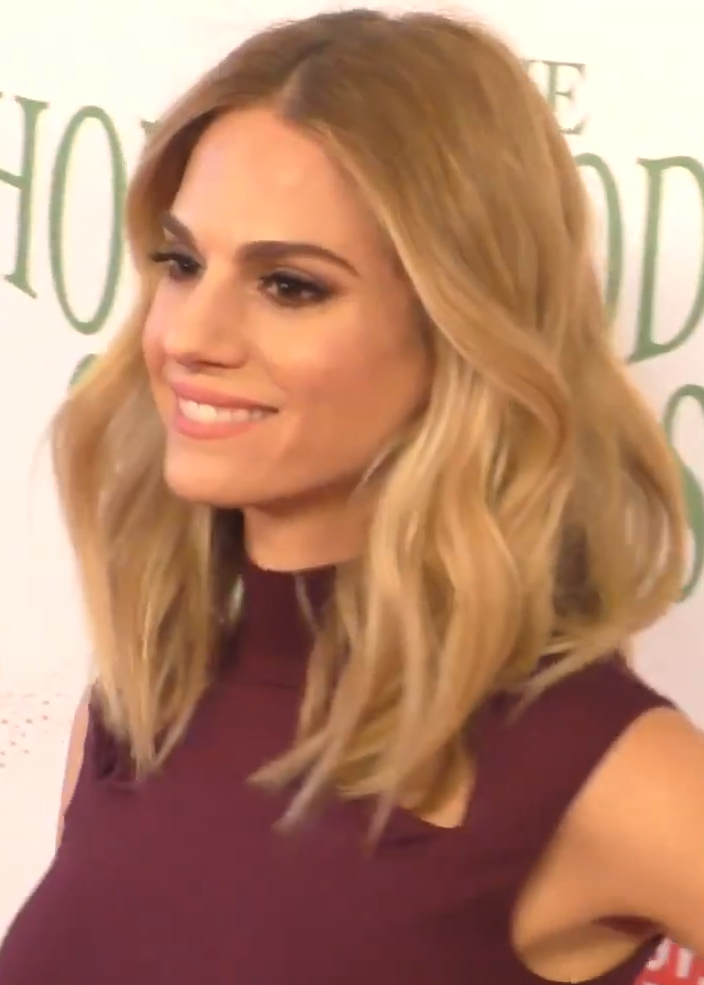

켈리 크루거(Kelly Kruger, 1982년 11월 12일 ~ )는 캐나다의 배우, 영화배우이다.
몬트리올에서 태어났다.

## 방송
- 더 영 앤 더 레스트리스

## 영화
- 걸스 나이트 아웃 (2017년)
- 블루 마운틴 스테이트: 더 라이즈 오브 사드랜드 (2016년)
- 네버마인드 더 던 (2011년) - 앤 역
- 셀프 메디케이티드 (2005년)
- 미스테리어스 스킨 (2004년) - 데보라 역
- 더 영 앤 더 레스트리스 (1973년)